# Șiroca
Șiroca – wieś w Rumunii, w okręgu Mehedinți, w gminie Godeanu. W 2011 roku liczyła 204 mieszkańców.